# Стефан Удрі
Стефан Удрі (народився в 1961 році в Сіоні, Швейцарія) — астроном Женевської обсерваторії в Швейцарії, чия нинішня робота полягає в основному в пошуку позасонячних планет. У 2007 році він і його команда виявили, можливо, планету земної групи в зоні життя планетарної системи Gliese 581, приблизно за 20 світлових років від нас у сузір’ї Терезів. Він також очолював спостережну групу, яка відкрила HD 85512 b, ще одну найбільш перспективну екзопланету, придатну для життя.

## Кар'єра
Удрі здобув докторський ступінь в Університеті Женеви в 1992 році та провів два роки в Університеті Рутгерса в Нью-Джерсі. Пізніше Удрі повернувся до Женеви та працював із Мішелем Майором, першовідкривачем 51 Pegasi b, першої позасонячної планети, яка обертається навколо нормальної зірки. У 2007 році Удрі був призначений повним професором факультету природничих наук Женевського університету.

## Дослідження
Початкові дослідження Удрі стосувалися динаміки галактик. Його нинішня робота в основному стосується пошуку позасонячних планет шляхом аналізу варіацій радіальних швидкостей зірок. Серед них була Gliese 581c (оголошена 25 квітня 2007 року), яка на той час була найбільш вірогідним кандидатом на придатність для життя з усіх виявлених на сьогодні позасонячних планет. Планета була відкрита шляхом аналізу даних, отриманих високоточним радіошвидкісним пошуком планет (HARPS) на 3,6-метровому телескопі Європейської південної обсерваторії в обсерваторії Ла Сілла в Чилі.